# فیلیپ برون
فیلیپ برون (انگلیسی: Philippe Brun؛ زادهٔ ۱۶ اکتبر ۱۹۹۱) سیاستمدار، و دادرس اهل فرانسه است.